# Vigneux-de-Bretagne
Vigneux-de-Bretagne es una comuna francesa situada en el departamento de Loira Atlántico, en la región de Países del Loira.
Forma parte del área urbana de Nantes.

## Demografía
| 1941 | 1926 | 2274 | 3183 | 4026 | 4712 | 6175 |
| Para los censos de 1962 a 1999 la población legal corresponde a la población sin duplicidades (Fuente: INSEE [Consultar]) |      |      |      |      |      |      |